# Coxcatlán, San Luis Potosí
Coxcatlán là một đô thị thuộc bang San Luis Potosí, México. Năm 2005, dân số của đô thị này là 17038 người.